# Trou noir virtuel
Pour les articles homonymes, voir Trou noir (homonymie).

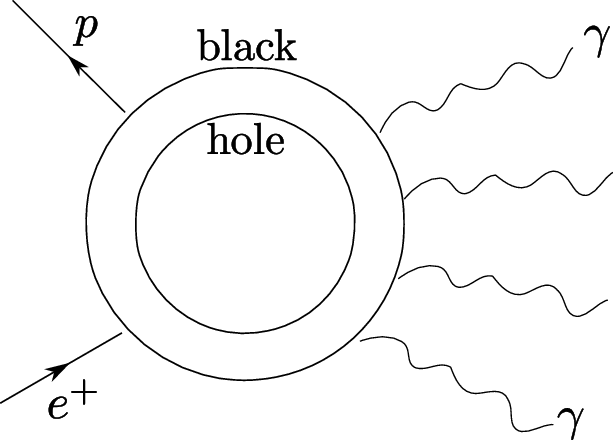
Désintégration d'un proton par un trou noir virtuel.

Un trou noir virtuel est, en gravité quantique, un trou noir qui a une existence temporaire résultant d'une fluctuation quantique de l'espace-temps. Les trous noirs virtuels illustrent les phénomènes de mousse quantique et sont des analogues gravitationnels aux paires virtuelles électron-positron résultant de l'électrodynamique quantique. Des arguments théoriques suggèrent que des trous noirs virtuels pourraient avoir des masses de l'ordre de la masse de Planck, une durée de vie de l'ordre du temps de Planck, et qu'ils pourraient apparaître avec une densité approximative de un par volume de Planck.
Si les trous noirs virtuels existent, ils fournissent un mécanisme induisant la désintégration des protons. La raison en est que lorsqu'un trou noir engloutit une particule, il augmente sa masse, et que lorsque cette même masse décroit, à la suite d'un rayonnement de Hawking, il émet une particule élémentaire différente. Ainsi, si deux (des trois) quarks constituant un proton chutent dans le trou noir virtuel, il est possible qu'un antiquark et un lepton en émergent en réponse, ce qui violerait la propriété de conservation du nombre baryonique.
L'existence des trous noirs virtuels aggrave le paradoxe de l'information. Selon ce paradoxe, tout processus physique peut être perturbé par une interaction avec un trou noir virtuel.